# Gezaagdbladige eik
De gezaagdbladige eik (Quercus acutissima) is een loofboom uit de napjesdragersfamilie. De gezaagdbladigde eik is een tot 20 meter hoge, bladverliezende boom. In Europa wordt de boom tussen de 6 en 12 meter hoog.

## Beschrijving

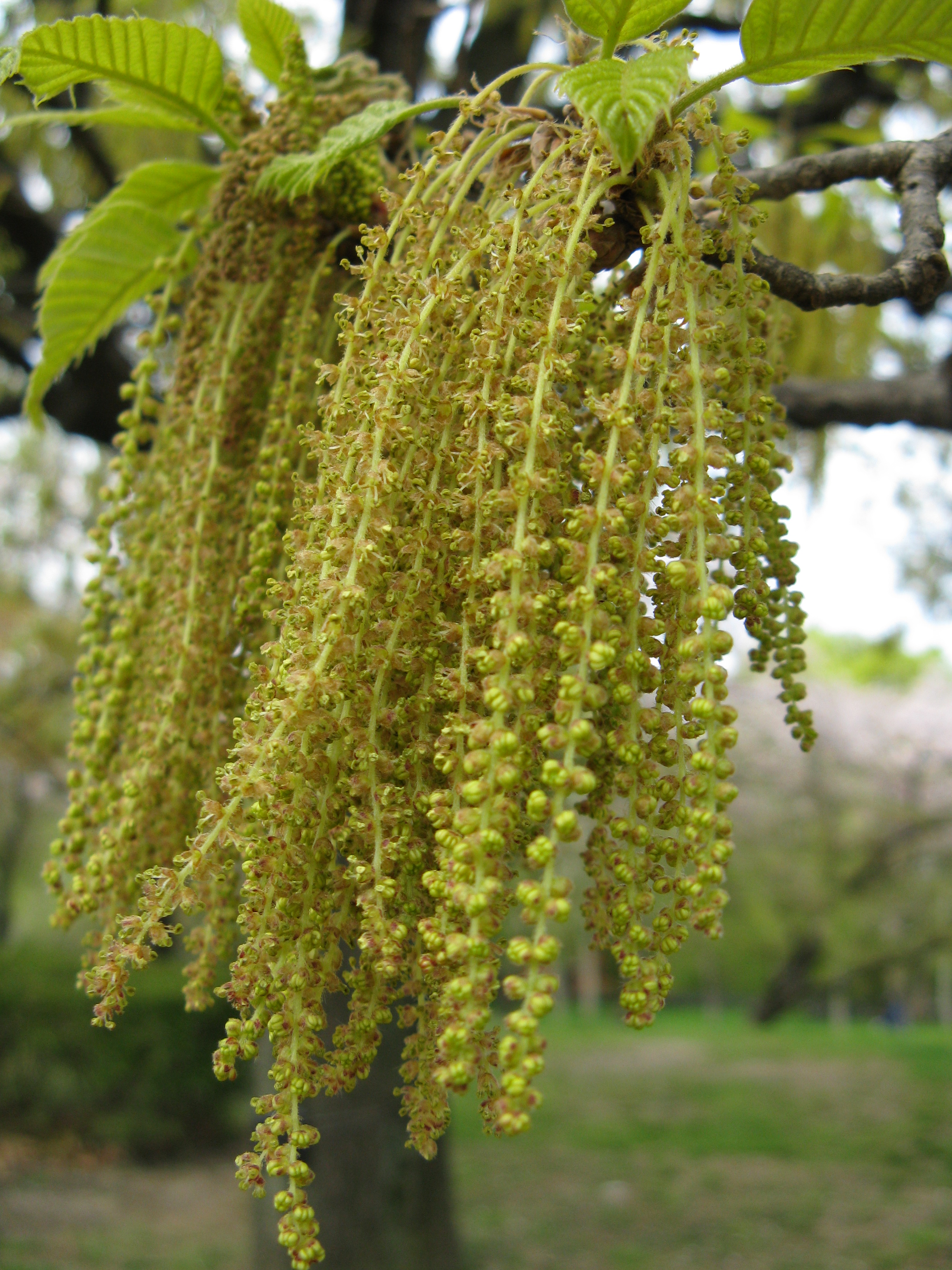
bloeiwijze

Jonge twijgen zijn 1,5 tot 2mm dik en grauwgeel, viltig behaard. Oudere twijgen worden kaal, grauwgeel en vormen geelbruine lenticellen. De bladeren staan op 1 tot 3 cm, zelden 5 cm, lange bladstelen, die eerst viltig behaard zijn en later kaal worden. Het blad is lancetvormig, heeft een lengte van 10 tot 20 cm en een breedte van 2,5 tot 6 cm. Beide zijden van het blad zijn egaal gekleurd, aanvankelijk viltig behaard, later geheel kaal of alleen de bladnerven aan de onderzijde viltig behaard. De bladbasis is afgerond of breed wigvormig; de bladrand is naaldvormig getand; de bladpunt spitsvormig. Aan weerszijden van de middennerf bevinden zich dertien tot achttien zijnerven, die langs de bladrand eindigen in naaldvormige tanden. Vanuit de zijnerven uitlopende tertiaire nerven zijn aan de onderzijde van het blad dun maar duidelijk zichtbaar en lopen min of meer parallel.

De eikels ontstaan aan de voorjaarstwijgen, zijn enkel- of tweestandig. De bloeitijd is van maart tot april, de vruchten zijn in september-oktober van het volgend jaar rijp. De vruchtbeker (cumula) is beker- tot schijfvormig en heeft - de steunbladeren inbegrepen - een doorsnede van 1,9 tot 4,2 cm. De steunbladeren zijn priem- tot tongvormig, ongeveer 1,5 cm lang, teruggebogen en grijsachtig van kleur. De noot wordt voor een kwart tot de helft door de vruchtbeker omsloten, is ei- tot ellipsvormig, 1,5-2 × 1,7-2,2 mm groot en tweekleurig: oranje aan de basis, geleidelijk overgaand in groenbruin aan de top. De top van de vrucht is ingekeept.
De stempel heeft een doorsnede van 1 cm en is opgericht. De basis van de stijl heeft een doorsnede van ongeveer 4 mm en is zijdeachtig, enigszins grijs-bruin getint. De vruchten zijn zeer bitter en worden overwegend door vogels gegeten.

## Verspreiding
De gezaagdbladige eik komt oorspronkelijk voor in Korea, Japan, China en de Himalaya. In het oosten van Noord-Amerika is de boom veel aangeplant (vooral om in het wild levende dieren de eikels als voedsel ter beschikking te stellen) en is daar gedeeltelijk ingeburgerd; in Midden-Europa daarentegen is de soort slechts zelden in grote tuinen en verzamelingen te zien.

## Systematiek
De oudst bekende beschrijving is een publicatie uit 1862 van de Engelse botanicus William Carruthers; in hetzelfde jaar wordt de invoering van de soort in Groot-Brittannië gedateerd.
Gezaagdbladige eik (Q. acutissima) · 
Amerikaanse witte eik (Q. alba) · 
Japanse eik (Q. aliena) · 
Gouden eik (Q. alnifolia) · 
Californische struikeik (Q. berberidifolia) · 
Tweekleurige eik (Q. bicolor) · 
Moseik (Q. cerris) · 
Hulsteik (Q. coccifera) · 
Scharlaken eik (Q. coccinea) · 
Japanse keizereik (Q. dentata) ·  
Portugese eik (Q. faginea) · 
Steeneik (Q. ilex) · 
Californische zwarte eik (Q. kelloggii) · 
Quercus lamellosa · 
Quercus lusitanica · 
Perzische eik (Q. macranthera) · 
Mongoolse eik (Q. mongolica) · 
Moeraseik (Q. palustris) · 
Wintereik (Q. petraea) · 
Donzige eik (Q. pubescens) · 
Pyrenese eik (Q. pyrenaica) · 
Zomereik (Q. robur) · 
Amerikaanse eik (Q. rubra) · 
Kurkeik (Q. suber)